# Turbanella veneziana
Turbanella veneziana är en djurart som tillhör fylumet bukhårsdjur, och som beskrevs av Schrom 1972. Turbanella veneziana ingår i släktet Turbanella och familjen Turbanellidae. Inga underarter finns listade i Catalogue of Life.